# Fliegerschaftsabzeichen

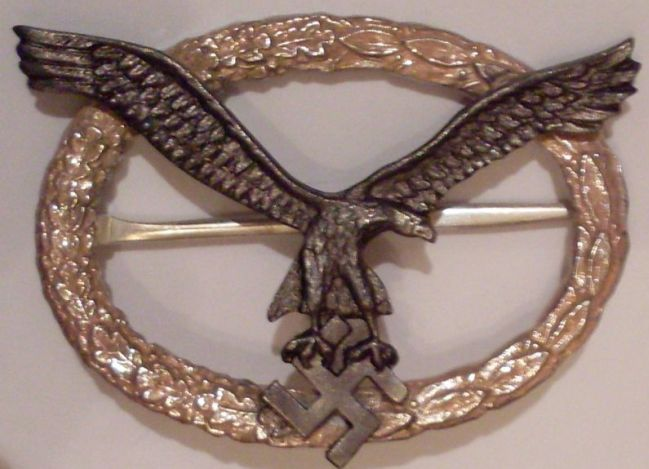
Das Fliegerschaftsabzeichen

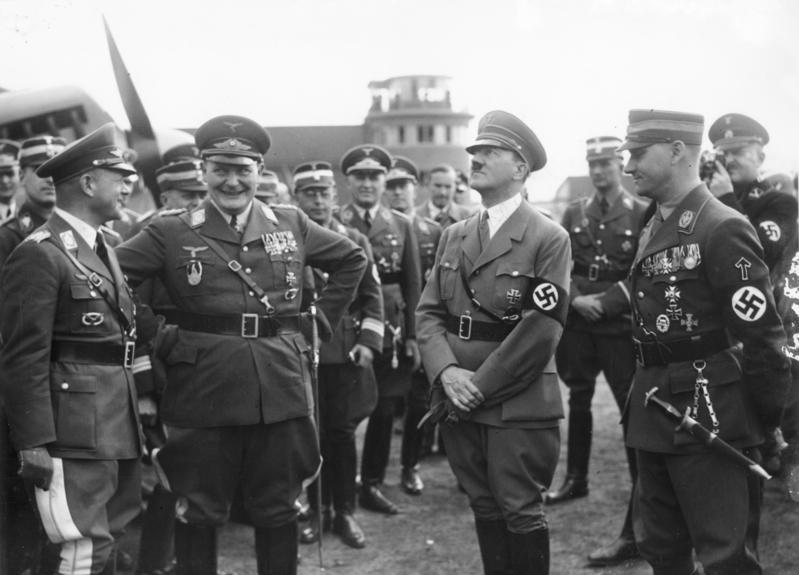
Erhard Milch, (links) trägt das Fliegerschaftsabzeichen auf der rechten Brusttasche und somit falsch, während Göring es auf seiner linken Brusttasche korrekt trägt. Kurios, das Foto vom April 1936 zeigt noch das alte Abzeichen, obwohl bereits die neuen Muster des Flugzeugführer- und Beobachterabzeichens seit einem Jahr ausgegeben wurden.

Das Fliegerschaftsabzeichen war eine Auszeichnung der deutschen Luftwaffe, welches am 19. Januar 1935 durch den Reichsminister der Luftfahrt Hermann Göring gestiftet wurde. Es gilt als Vorläufer des am 26. März 1935 neu aufgelegten Flugzeugführer- und Beobachterabzeichens und wurde durch dieses abgelöst. Die Verleihung des Fliegerschaftsabzeichens konnte nach dem erfolgreichen Ablegen der fliegerischen Schulausbildung durch das Reichsluftfahrtministerium erfolgen. Am 26. März 1935 wurde das Fliegerschaftsabzeichen durch das neue Prägemuster des Flugzeugführer- und Beobachterabzeichens ersetzt.

## Aussehen und Trageweise
Die ovale Auszeichnung zeigt innerhalb eines silbernen Lorbeer- (rechts) sowie eines Eichenlaubkranzes (links), das aufgesetzte Hoheitsabzeichen der Luftwaffe der ersten Form, welches dunkel mattiert ist. Die Rückseite des Abzeichens wird von einer waagerecht angelöteten Nadel und dem dazugehörigen Gegenhaken bestimmt. Getragen wurde es an der linken Brusttasche des Beliehenen.

## Verleihungszahlen
Aufgrund der kurzen Lebensdauer dieses Abzeichens, sind nur wenige Verleihungen bekannt geworden. So an Göring selber und Erhard Milch.